# RDS (przedsiębiorstwo)
RDS – grupa firm drogowych, powstała w 2005 roku jako grupa inwestycyjna «Rost» zajmująca się budownictwem nieruchomości mieszkaniowych i komercyjnych. Znajduje się w TOP-3 firm drogowych Ukrainy pod względem ilości (przebiegu) zbudowanych dróg. Siedziba znajduje się w Odessie.
Główne obszary działalności to projektowanie, budowa, przebudowa, remonty dróg, obiekty infrastrukturalne, utrzymanie dróg, budowa pasów startowych.

## Struktura
W skład grupy firm wchodzą Rostdorstroy LLC i Kyivshlyakhbud PE. Grupa firm działa w 9 regionach Ukrainy: kijowskim, połtawskim, czerkaskim, kirowogradzkim, mikołajowskim, chersońskim, odeskim, winnickim, ługańskim oraz w Kijowie i Odessie.
W każdym z tych obszarów znajdują się bazy produkcyjne RDS. Zatrudnia ponad 2 tys. osób. «RDS» jest współzałożycielem Krajowego Związku Drogowców Ukrainy.
Firma została założona w 2005 roku jako grupa inwestycyjna «Rost» zajmująca się budownictwem mieszkaniowym i brakiem handlowym, ale w tym samym roku firma rozpoczęła inwestycje w budowę dróg i otrzymała nazwę „Rostdorstroy”. W ramach rozszerzenia swojej działalności i wejścia na rynek europejski, grupa drogowych firm «Rostdorstroy» zmieniła w 2019 roku nazwę na «RDS». Właściciele «RDS» są Yuriy Shumacher i Yevhen Konovalov.

## Historia
Od 2014 roku «RDS» bierze udział w międzynarodowych przetargach, w tym w przetargach na remonty dróg w Republice Mołdawii, odbywających się pod auspicjami EBOR.
W 2017 roku «RDS» podpisał kontrakt na przebudowę i budowę kompleksu lotniskowego KP „Odessa International Airport”. Również w tym roku zakończono projekty budowlane na dużą skalę w regionach kirowogradzkim, czerkaskim i mikołajowskim.
W 2019 roku firma wygrała przetarg Banku Światowego na prace na Ukrainie na autostradzie M-03 Kijów-Charków-Dowżański.
W 2020 roku «RDS» zakończył budowę pasa startowego na lotnisku w Odessie, jednocześnie kontynuując budowę autostrad w regionach czerkaskim, połtawskim i mikołajowskim. W kwietniu 2020 roku firma kupiła wytwórnię asfaltobetonu „Kredmash DS-16837”.